# Somay
Somay (la Vista) és un districte kurd de l'Iran, entre la frontera turca (la província d'Hakkari) i la riba occidental del llac Urmia, a la província de l'Azerbaidjan Occidental. Els cantons de Shepiran i Anzal-e Bala de vegades han fet part d'aquest districte. Està regat pel Nazlu-çay.
Somay i Bradost estaven governades per branques de la dinastia dels hasanwàyhides que s'havien refugiat en aquesta zona després de la derrota que havia patit Hilal ibn Badr davant els buwàyhides de Shams al-Dawla (1014). Al segle xvi encara hi governava la mateixa família per mitjà de Ghazi-kiran ibn Sultan Ahmad que per les seves victòries al servei del safàvida Ismail I havia rebut Somay, Tergever i Dol; però tot seguit es va passar als otomans (Selim III). La família va dependre del wali o governador de Van; el darrer governant de Somay que s'esmenta al Sharaf name fou Awliya Beg (1577), però van continuar, si bé dividits en diverses branques. Evliya Çelebi la va visitar el 1654 i llavors la zona estava dominada per la tribu Piyanish però no se sap si la família governant era d'aquesta tribu. A partir del segle xix la tribu shakak es va apoderar del territori (els piyanish van emigrar a territori turc més a l'oest) i Ali Agha Shakak va completar la conquesta el 1841 si bé és possible va quedar algun lloc on el poder de la família de Somay es va mantenir, ja que s'esmenta a un membre (Parraw Khan) governant a Bradost el 1851. El darrer membre de la família, Kilidj Khan, fou mort en combat a Gunbad pels shahak el 1893. A Somay hi havia una població considerable de cristians nestorians que foren eliminats al final de la I Guerra Mundial en el Genocidi Assiri.